# Liste des planètes mineures (651001-652000)
Voici la liste des planètes mineures numérotées de 651001 à 652000. Les planètes mineures sont numérotées lorsque leur orbite est confirmée, ce qui peut parfois se produire longtemps après leur découverte. Elles sont classées ici par leur numéro.

## Planètes mineures 651001 à 652000
- (651001) 2012 UW184
- (651002) 2012 UG185
- (651003) 2012 UP185
- (651004) 2012 UT185
- (651005) 2012 UC188
- (651006) 2012 UM188
- (651007) 2012 UC194
- (651008) 2012 UJ194
- (651009) 2012 UY198
- (651010) 2012 UZ205
- (651011) 2012 UU210
- (651012) 2012 UX210
- (651013) 2012 UU211
- (651014) 2012 UZ211
- (651015) 2012 UP212
- (651016) 2012 UQ212
- (651017) 2012 UV212
- (651018) 2012 UY212
- (651019) 2012 UZ212
- (651020) 2012 UQ213
- (651021) 2012 UF214
- (651022) 2012 UP215
- (651023) 2012 UC216
- (651024) 2012 UO216
- (651025) 2012 UH219
- (651026) 2012 UL226
- (651027) 2012 UU227
- (651028) 2012 UZ227
- (651029) 2012 UQ228
- (651030) 2012 UV229
- (651031) 2012 UR231
- (651032) 2012 UO232
- (651033) 2012 UX232
- (651034) 2012 UO233
- (651035) 2012 UA234
- (651036) 2012 UC238
- (651037) 2012 UZ238
- (651038) 2012 UM241
- (651039) 2012 UN241
- (651040) 2012 UM242
- (651041) 2012 US246
- (651042) 2012 UK247
- (651043) 2012 UW249
- (651044) 2012 UP250
- (651045) 2012 VG
- (651046) 2012 VX
- (651047) 2012 VM1
- (651048) 2012 VT1
- (651049) 2012 VF2
- (651050) 2012 VT2
- (651051) 2012 VK7
- (651052) 2012 VJ8
- (651053) 2012 VL8
- (651054) 2012 VO8
- (651055) 2012 VP8
- (651056) 2012 VZ11
- (651057) 2012 VL15
- (651058) 2012 VG16
- (651059) 2012 VJ18
- (651060) 2012 VK22
- (651061) 2012 VV24
- (651062) 2012 VM26
- (651063) 2012 VE27
- (651064) 2012 VQ28
- (651065) 2012 VN29
- (651066) 2012 VQ31
- (651067) 2012 VC32
- (651068) 2012 VG33
- (651069) 2012 VM34
- (651070) 2012 VT34
- (651071) 2012 VA43
- (651072) 2012 VE43
- (651073) 2012 VW45
- (651074) 2012 VC49
- (651075) 2012 VZ51
- (651076) 2012 VL52
- (651077) 2012 VK54
- (651078) 2012 VT54
- (651079) 2012 VK55
- (651080) 2012 VS55
- (651081) 2012 VU55
- (651082) 2012 VJ58
- (651083) 2012 VZ59
- (651084) 2012 VR61
- (651085) 2012 VZ61
- (651086) 2012 VY62
- (651087) 2012 VZ62
- (651088) 2012 VQ65
- (651089) 2012 VV65
- (651090) 2012 VO67
- (651091) 2012 VY67
- (651092) 2012 VZ67
- (651093) 2012 VH68
- (651094) 2012 VF69
- (651095) 2012 VL69
- (651096) 2012 VW70
- (651097) 2012 VE74
- (651098) 2012 VF79
- (651099) 2012 VU79
- (651100) 2012 VM80
- (651101) 2012 VP80
- (651102) 2012 VL83
- (651103) 2012 VY85
- (651104) 2012 VY87
- (651105) 2012 VS88
- (651106) 2012 VH89
- (651107) 2012 VM89
- (651108) 2012 VZ90
- (651109) 2012 VC92
- (651110) 2012 VR94
- (651111) 2012 VC98
- (651112) 2012 VP101
- (651113) 2012 VR103
- (651114) 2012 VY103
- (651115) 2012 VF105
- (651116) 2012 VT106
- (651117) 2012 VJ108
- (651118) 2012 VA109
- (651119) 2012 VK109
- (651120) 2012 VD110
- (651121) 2012 VC111
- (651122) 2012 VC112
- (651123) 2012 VX114
- (651124) 2012 VX115
- (651125) 2012 VL116
- (651126) 2012 VN117
- (651127) 2012 VJ118
- (651128) 2012 VK118
- (651129) 2012 VR118
- (651130) 2012 VS119
- (651131) 2012 VB120
- (651132) 2012 VU120
- (651133) 2012 VB122
- (651134) 2012 VR123
- (651135) 2012 VF125
- (651136) 2012 VN127
- (651137) 2012 VF128
- (651138) 2012 VF129
- (651139) 2012 VJ131
- (651140) 2012 VW133
- (651141) 2012 VO142
- (651142) 2012 WF2
- (651143) 2012 WT3
- (651144) 2012 WA5
- (651145) 2012 WG6
- (651146) 2012 WM6
- (651147) 2012 WR7
- (651148) 2012 WM9
- (651149) 2012 WW11
- (651150) 2012 WV12
- (651151) 2012 WC16
- (651152) 2012 WK16
- (651153) 2012 WN17
- (651154) 2012 WW18
- (651155) 2012 WO29
- (651156) 2012 WK30
- (651157) 2012 WY30
- (651158) 2012 WA31
- (651159) 2012 WG31
- (651160) 2012 WH35
- (651161) 2012 WA37
- (651162) 2012 WJ38
- (651163) 2012 WA39
- (651164) 2012 WB39
- (651165) 2012 WN40
- (651166) 2012 WU40
- (651167) 2012 WV40
- (651168) 2012 WZ41
- (651169) 2012 WX42
- (651170) 2012 WZ42
- (651171) 2012 XN
- (651172) 2012 XL3
- (651173) 2012 XV3
- (651174) 2012 XY7
- (651175) 2012 XU8
- (651176) 2012 XY8
- (651177) 2012 XR9
- (651178) 2012 XJ12
- (651179) 2012 XP12
- (651180) 2012 XS12
- (651181) 2012 XR13
- (651182) 2012 XH15
- (651183) 2012 XN15
- (651184) 2012 XA17
- (651185) 2012 XP21
- (651186) 2012 XZ21
- (651187) 2012 XR22
- (651188) 2012 XC24
- (651189) 2012 XH25
- (651190) 2012 XE26
- (651191) 2012 XM26
- (651192) 2012 XD28
- (651193) 2012 XE28
- (651194) 2012 XD31
- (651195) 2012 XL31
- (651196) 2012 XZ32
- (651197) 2012 XC34
- (651198) 2012 XN34
- (651199) 2012 XO38
- (651200) 2012 XO39
- (651201) 2012 XU39
- (651202) 2012 XJ40
- (651203) 2012 XX40
- (651204) 2012 XY40
- (651205) 2012 XG42
- (651206) 2012 XO42
- (651207) 2012 XD43
- (651208) 2012 XJ43
- (651209) 2012 XT43
- (651210) 2012 XP44
- (651211) 2012 XH45
- (651212) 2012 XT46
- (651213) 2012 XY46
- (651214) 2012 XN48
- (651215) 2012 XR49
- (651216) 2012 XS49
- (651217) 2012 XW49
- (651218) 2012 XZ50
- (651219) 2012 XN52
- (651220) 2012 XN56
- (651221) 2012 XR56
- (651222) 2012 XM57
- (651223) 2012 XY61
- (651224) 2012 XZ65
- (651225) 2012 XM66
- (651226) 2012 XW66
- (651227) 2012 XP67
- (651228) 2012 XK72
- (651229) 2012 XD75
- (651230) 2012 XW75
- (651231) 2012 XG76
- (651232) 2012 XC77
- (651233) 2012 XE77
- (651234) 2012 XT79
- (651235) 2012 XE80
- (651236) 2012 XO80
- (651237) 2012 XJ84
- (651238) 2012 XL86
- (651239) 2012 XQ87
- (651240) 2012 XW88
- (651241) 2012 XE89
- (651242) 2012 XK90
- (651243) 2012 XO92
- (651244) 2012 XT96
- (651245) 2012 XL98
- (651246) 2012 XS100
- (651247) 2012 XY100
- (651248) 2012 XD101
- (651249) 2012 XE101
- (651250) 2012 XN101
- (651251) 2012 XV102
- (651252) 2012 XK103
- (651253) 2012 XR103
- (651254) 2012 XB104
- (651255) 2012 XV105
- (651256) 2012 XZ106
- (651257) 2012 XX107
- (651258) 2012 XC111
- (651259) 2012 XR113
- (651260) 2012 XS113
- (651261) 2012 XD114
- (651262) 2012 XL115
- (651263) 2012 XR115
- (651264) 2012 XQ118
- (651265) 2012 XD119
- (651266) 2012 XG119
- (651267) 2012 XM123
- (651268) 2012 XT125
- (651269) 2012 XW125
- (651270) 2012 XY125
- (651271) 2012 XE127
- (651272) 2012 XR127
- (651273) 2012 XT127
- (651274) 2012 XZ127
- (651275) 2012 XK128
- (651276) 2012 XR130
- (651277) 2012 XY131
- (651278) 2012 XX134
- (651279) 2012 XW137
- (651280) 2012 XV139
- (651281) 2012 XR140
- (651282) 2012 XT140
- (651283) 2012 XW140
- (651284) 2012 XK141
- (651285) 2012 XU145
- (651286) 2012 XR146
- (651287) 2012 XX146
- (651288) 2012 XY146
- (651289) 2012 XJ147
- (651290) 2012 XJ148
- (651291) 2012 XL148
- (651292) 2012 XV148
- (651293) 2012 XH149
- (651294) 2012 XL149
- (651295) 2012 XO149
- (651296) 2012 XY159
- (651297) 2012 XE160
- (651298) 2012 XH160
- (651299) 2012 XJ161
- (651300) 2012 XJ165
- (651301) 2012 XK165
- (651302) 2012 XX165
- (651303) 2012 XS168
- (651304) 2012 XT169
- (651305) 2012 XN174
- (651306) 2012 XR174
- (651307) 2012 XQ175
- (651308) 2012 XU176
- (651309) 2012 XK177
- (651310) 2012 XR179
- (651311) 2012 XU179
- (651312) 2012 XE180
- (651313) 2012 YJ2
- (651314) 2012 YR4
- (651315) 2012 YW4
- (651316) 2012 YY7
- (651317) 2012 YQ9
- (651318) 2012 YC17
- (651319) 2012 YV17
- (651320) 2012 YB18
- (651321) 2012 YN18
- (651322) 2012 YC20
- (651323) 2012 YE22
- (651324) 2012 YK22
- (651325) 2012 YO23
- (651326) 2012 YF24
- (651327) 2012 YJ24
- (651328) 2013 AL
- (651329) 2013 AS
- (651330) 2013 AX
- (651331) 2013 AW3
- (651332) 2013 AC5
- (651333) 2013 AG5
- (651334) 2013 AX5
- (651335) 2013 AN6
- (651336) 2013 AT6
- (651337) 2013 AF7
- (651338) 2013 AF9
- (651339) 2013 AX9
- (651340) 2013 AZ10
- (651341) 2013 AR11
- (651342) 2013 AF12
- (651343) 2013 AN12
- (651344) 2013 AR13
- (651345) 2013 AY14
- (651346) 2013 AM15
- (651347) 2013 AN16
- (651348) 2013 AO16
- (651349) 2013 AH23
- (651350) 2013 AQ26
- (651351) 2013 AU26
- (651352) 2013 AX26
- (651353) 2013 AC29
- (651354) 2013 AE30
- (651355) 2013 AE31
- (651356) 2013 AW31
- (651357) 2013 AM32
- (651358) 2013 AV33
- (651359) 2013 AD34
- (651360) 2013 AK34
- (651361) 2013 AO34
- (651362) 2013 AT36
- (651363) 2013 AB44
- (651364) 2013 AD45
- (651365) 2013 AF45
- (651366) 2013 AR45
- (651367) 2013 AN46
- (651368) 2013 AB48
- (651369) 2013 AR49
- (651370) Kolen
- (651371) 2013 AE52
- (651372) 2013 AP55
- (651373) 2013 AQ55
- (651374) 2013 AZ56
- (651375) 2013 AH57
- (651376) 2013 AL57
- (651377) 2013 AP62
- (651378) 2013 AE63
- (651379) 2013 AJ63
- (651380) 2013 AC67
- (651381) 2013 AO69
- (651382) 2013 AB72
- (651383) 2013 AD75
- (651384) 2013 AG78
- (651385) 2013 AJ78
- (651386) 2013 AZ78
- (651387) 2013 AQ79
- (651388) 2013 AN80
- (651389) 2013 AR81
- (651390) 2013 AX81
- (651391) 2013 AW83
- (651392) 2013 AC84
- (651393) 2013 AP84
- (651394) 2013 AA85
- (651395) 2013 AB87
- (651396) 2013 AF88
- (651397) 2013 AF90
- (651398) 2013 AY90
- (651399) 2013 AM91
- (651400) 2013 AC96
- (651401) 2013 AY96
- (651402) 2013 AV98
- (651403) 2013 AO100
- (651404) 2013 AW100
- (651405) 2013 AC101
- (651406) 2013 AD102
- (651407) 2013 AW102
- (651408) 2013 AT103
- (651409) 2013 AZ103
- (651410) 2013 AV104
- (651411) 2013 AD105
- (651412) 2013 AD106
- (651413) 2013 AL107
- (651414) 2013 AB108
- (651415) 2013 AN108
- (651416) 2013 AS110
- (651417) 2013 AC111
- (651418) 2013 AJ111
- (651419) 2013 AR114
- (651420) 2013 AK116
- (651421) 2013 AN120
- (651422) 2013 AX120
- (651423) 2013 AE121
- (651424) 2013 AY122
- (651425) 2013 AY123
- (651426) 2013 AL125
- (651427) 2013 AS125
- (651428) 2013 AV125
- (651429) 2013 AQ128
- (651430) 2013 AX130
- (651431) 2013 AQ132
- (651432) 2013 AF133
- (651433) 2013 AO133
- (651434) 2013 AV134
- (651435) 2013 AX134
- (651436) 2013 AM135
- (651437) 2013 AE136
- (651438) 2013 AR136
- (651439) 2013 AD138
- (651440) 2013 AD143
- (651441) 2013 AY146
- (651442) 2013 AZ146
- (651443) 2013 AO148
- (651444) 2013 AH151
- (651445) 2013 AP153
- (651446) 2013 AU153
- (651447) 2013 AV153
- (651448) 2013 AQ155
- (651449) 2013 AX156
- (651450) 2013 AX160
- (651451) 2013 AJ162
- (651452) 2013 AH167
- (651453) 2013 AD168
- (651454) 2013 AK168
- (651455) 2013 AH170
- (651456) 2013 AY170
- (651457) 2013 AM171
- (651458) 2013 AC175
- (651459) 2013 AV185
- (651460) 2013 AH186
- (651461) 2013 AQ187
- (651462) 2013 AM188
- (651463) 2013 AP188
- (651464) 2013 AH189
- (651465) 2013 AY192
- (651466) 2013 AL193
- (651467) 2013 AP194
- (651468) 2013 AZ195
- (651469) 2013 AL197
- (651470) 2013 AH203
- (651471) 2013 AY203
- (651472) 2013 AG204
- (651473) 2013 AU204
- (651474) 2013 AO207
- (651475) 2013 AY209
- (651476) 2013 BU7
- (651477) 2013 BW8
- (651478) 2013 BR11
- (651479) 2013 BM12
- (651480) 2013 BB17
- (651481) 2013 BS20
- (651482) 2013 BB24
- (651483) 2013 BB26
- (651484) 2013 BP29
- (651485) 2013 BG30
- (651486) 2013 BQ31
- (651487) 2013 BK35
- (651488) 2013 BY35
- (651489) 2013 BW40
- (651490) 2013 BG44
- (651491) 2013 BM44
- (651492) 2013 BU46
- (651493) 2013 BF48
- (651494) 2013 BV48
- (651495) 2013 BC49
- (651496) 2013 BL49
- (651497) 2013 BM55
- (651498) 2013 BZ58
- (651499) 2013 BD59
- (651500) 2013 BR60
- (651501) 2013 BV60
- (651502) 2013 BF61
- (651503) 2013 BB65
- (651504) 2013 BE73
- (651505) 2013 BJ75
- (651506) 2013 BD78
- (651507) 2013 BV79
- (651508) 2013 BM83
- (651509) 2013 BU83
- (651510) 2013 BV84
- (651511) 2013 BE85
- (651512) 2013 BS85
- (651513) 2013 BE88
- (651514) 2013 BT90
- (651515) 2013 BO91
- (651516) 2013 BC94
- (651517) 2013 BM94
- (651518) 2013 BG95
- (651519) 2013 BR96
- (651520) 2013 BC100
- (651521) 2013 BA101
- (651522) 2013 BK101
- (651523) 2013 BE103
- (651524) 2013 BA107
- (651525) 2013 CA
- (651526) 2013 CC1
- (651527) 2013 CX4
- (651528) 2013 CV11
- (651529) 2013 CS16
- (651530) 2013 CF25
- (651531) 2013 CK25
- (651532) 2013 CR29
- (651533) 2013 CS30
- (651534) 2013 CW31
- (651535) 2013 CU32
- (651536) 2013 CZ33
- (651537) 2013 CH39
- (651538) 2013 CS39
- (651539) 2013 CO40
- (651540) 2013 CV41
- (651541) 2013 CU42
- (651542) 2013 CV45
- (651543) 2013 CQ47
- (651544) 2013 CY48
- (651545) 2013 CD50
- (651546) 2013 CB51
- (651547) 2013 CE53
- (651548) 2013 CG55
- (651549) 2013 CV56
- (651550) 2013 CS58
- (651551) 2013 CC61
- (651552) 2013 CJ61
- (651553) 2013 CW62
- (651554) 2013 CY62
- (651555) 2013 CH65
- (651556) 2013 CL68
- (651557) 2013 CQ68
- (651558) 2013 CH71
- (651559) 2013 CW72
- (651560) 2013 CB78
- (651561) 2013 CS78
- (651562) 2013 CP80
- (651563) 2013 CZ80
- (651564) 2013 CF86
- (651565) 2013 CL89
- (651566) 2013 CN90
- (651567) 2013 CX90
- (651568) 2013 CV91
- (651569) 2013 CO93
- (651570) 2013 CR93
- (651571) 2013 CX95
- (651572) 2013 CN97
- (651573) 2013 CJ98
- (651574) 2013 CV98
- (651575) 2013 CP100
- (651576) 2013 CS100
- (651577) 2013 CG101
- (651578) 2013 CW104
- (651579) 2013 CM105
- (651580) 2013 CC109
- (651581) 2013 CB113
- (651582) 2013 CP113
- (651583) 2013 CQ113
- (651584) 2013 CX113
- (651585) 2013 CG115
- (651586) 2013 CU115
- (651587) 2013 CX118
- (651588) 2013 CF119
- (651589) 2013 CA120
- (651590) 2013 CG120
- (651591) 2013 CB121
- (651592) 2013 CE121
- (651593) 2013 CW123
- (651594) 2013 CH126
- (651595) 2013 CA128
- (651596) 2013 CF128
- (651597) 2013 CH128
- (651598) 2013 CY132
- (651599) 2013 CZ132
- (651600) 2013 CR135
- (651601) 2013 CQ138
- (651602) 2013 CK139
- (651603) 2013 CM139
- (651604) 2013 CE140
- (651605) 2013 CD141
- (651606) 2013 CK145
- (651607) 2013 CN145
- (651608) 2013 CU145
- (651609) 2013 CV146
- (651610) 2013 CJ147
- (651611) 2013 CL149
- (651612) 2013 CU150
- (651613) 2013 CB151
- (651614) 2013 CN152
- (651615) 2013 CH155
- (651616) 2013 CF159
- (651617) 2013 CT159
- (651618) 2013 CT160
- (651619) 2013 CN164
- (651620) 2013 CD167
- (651621) 2013 CO168
- (651622) 2013 CV169
- (651623) 2013 CM170
- (651624) 2013 CL176
- (651625) 2013 CX182
- (651626) 2013 CL185
- (651627) 2013 CQ185
- (651628) 2013 CB186
- (651629) 2013 CJ187
- (651630) 2013 CF188
- (651631) 2013 CG188
- (651632) 2013 CB191
- (651633) 2013 CR193
- (651634) 2013 CR194
- (651635) 2013 CB197
- (651636) 2013 CG197
- (651637) 2013 CN200
- (651638) 2013 CR201
- (651639) 2013 CJ203
- (651640) 2013 CF204
- (651641) 2013 CS205
- (651642) 2013 CS206
- (651643) 2013 CV207
- (651644) 2013 CM213
- (651645) 2013 CZ214
- (651646) 2013 CG215
- (651647) 2013 CH215
- (651648) 2013 CP215
- (651649) 2013 CW215
- (651650) 2013 CO218
- (651651) 2013 CG219
- (651652) 2013 CY222
- (651653) 2013 CN224
- (651654) 2013 CJ227
- (651655) 2013 CW229
- (651656) 2013 CC230
- (651657) 2013 CP231
- (651658) 2013 CB238
- (651659) 2013 CA239
- (651660) 2013 CE240
- (651661) 2013 CN240
- (651662) 2013 CE242
- (651663) 2013 CF244
- (651664) 2013 CG245
- (651665) 2013 CA249
- (651666) 2013 CS251
- (651667) 2013 CV251
- (651668) 2013 CW251
- (651669) 2013 CZ252
- (651670) 2013 CD253
- (651671) 2013 CF253
- (651672) 2013 CS253
- (651673) 2013 CO255
- (651674) 2013 CS256
- (651675) 2013 CV257
- (651676) 2013 CJ258
- (651677) 2013 CN258
- (651678) 2013 CF259
- (651679) 2013 CE261
- (651680) 2013 CJ261
- (651681) 2013 CC264
- (651682) 2013 DJ2
- (651683) 2013 DQ2
- (651684) 2013 DQ3
- (651685) 2013 DL5
- (651686) 2013 DC6
- (651687) 2013 DY7
- (651688) 2013 DJ8
- (651689) 2013 DG9
- (651690) 2013 DM10
- (651691) 2013 DK11
- (651692) 2013 DA16
- (651693) 2013 DH16
- (651694) 2013 DB19
- (651695) 2013 DG20
- (651696) 2013 DH20
- (651697) 2013 DF23
- (651698) 2013 ER2
- (651699) 2013 EA4
- (651700) 2013 EA8
- (651701) 2013 EC10
- (651702) 2013 EC11
- (651703) 2013 EX11
- (651704) 2013 EW14
- (651705) 2013 ER16
- (651706) 2013 EA17
- (651707) 2013 EH17
- (651708) 2013 EP17
- (651709) 2013 EE22
- (651710) 2013 EK27
- (651711) 2013 EU33
- (651712) 2013 EQ35
- (651713) 2013 EJ36
- (651714) 2013 EJ37
- (651715) 2013 EH40
- (651716) 2013 ES40
- (651717) 2013 EZ41
- (651718) 2013 EC48
- (651719) 2013 EB50
- (651720) 2013 EK50
- (651721) 2013 EK51
- (651722) 2013 EM51
- (651723) 2013 EG55
- (651724) 2013 EJ58
- (651725) 2013 EA60
- (651726) 2013 EW61
- (651727) 2013 EM68
- (651728) 2013 EB70
- (651729) 2013 EB72
- (651730) 2013 EC75
- (651731) 2013 EK75
- (651732) 2013 EZ75
- (651733) 2013 EK76
- (651734) 2013 EE78
- (651735) 2013 EX79
- (651736) 2013 EC82
- (651737) 2013 EK82
- (651738) 2013 EW82
- (651739) 2013 EM83
- (651740) 2013 EM86
- (651741) 2013 ED88
- (651742) 2013 EU91
- (651743) 2013 EY91
- (651744) 2013 EC93
- (651745) 2013 EM97
- (651746) 2013 EC107
- (651747) 2013 ED115
- (651748) 2013 ES117
- (651749) 2013 EB119
- (651750) 2013 ET121
- (651751) 2013 EX125
- (651752) 2013 EA127
- (651753) 2013 EJ127
- (651754) 2013 EK131
- (651755) 2013 EZ133
- (651756) 2013 EG140
- (651757) 2013 EH141
- (651758) 2013 EA146
- (651759) 2013 EN158
- (651760) 2013 EK159
- (651761) 2013 EW163
- (651762) 2013 EB175
- (651763) 2013 EJ176
- (651764) 2013 FN
- (651765) 2013 FM5
- (651766) 2013 FQ14
- (651767) 2013 FY20
- (651768) 2013 FT29
- (651769) 2013 FZ29
- (651770) 2013 FD30
- (651771) 2013 FT30
- (651772) 2013 FG37
- (651773) 2013 GA2
- (651774) 2013 GT3
- (651775) 2013 GX6
- (651776) 2013 GJ10
- (651777) 2013 GQ13
- (651778) 2013 GM14
- (651779) 2013 GE18
- (651780) 2013 GG27
- (651781) 2013 GX27
- (651782) 2013 GX28
- (651783) 2013 GD29
- (651784) 2013 GY29
- (651785) 2013 GN36
- (651786) 2013 GW39
- (651787) 2013 GL49
- (651788) 2013 GJ51
- (651789) 2013 GQ51
- (651790) 2013 GT51
- (651791) 2013 GX53
- (651792) 2013 GJ57
- (651793) 2013 GF64
- (651794) 2013 GL67
- (651795) 2013 GU67
- (651796) 2013 GJ68
- (651797) 2013 GZ71
- (651798) 2013 GF73
- (651799) 2013 GX74
- (651800) 2013 GB82
- (651801) 2013 GM85
- (651802) 2013 GW86
- (651803) 2013 GQ87
- (651804) 2013 GZ92
- (651805) 2013 GO97
- (651806) 2013 GO101
- (651807) 2013 GD102
- (651808) 2013 GD103
- (651809) 2013 GO103
- (651810) 2013 GH104
- (651811) 2013 GT105
- (651812) 2013 GO107
- (651813) 2013 GV112
- (651814) 2013 GV113
- (651815) 2013 GQ119
- (651816) 2013 GA122
- (651817) 2013 GC127
- (651818) 2013 GL128
- (651819) 2013 GS130
- (651820) 2013 GJ131
- (651821) 2013 GO131
- (651822) 2013 GJ133
- (651823) 2013 GO133
- (651824) 2013 GP133
- (651825) 2013 GQ138
- (651826) 2013 GY139
- (651827) 2013 GG146
- (651828) 2013 GT151
- (651829) 2013 GE152
- (651830) 2013 GD156
- (651831) 2013 GU157
- (651832) 2013 GZ158
- (651833) 2013 GA159
- (651834) 2013 GJ165
- (651835) 2013 HF4
- (651836) 2013 HF5
- (651837) 2013 HF10
- (651838) 2013 HY10
- (651839) 2013 HC14
- (651840) 2013 HX14
- (651841) 2013 HU15
- (651842) 2013 HP22
- (651843) 2013 HW25
- (651844) 2013 HC29
- (651845) 2013 HS31
- (651846) 2013 HT40
- (651847) 2013 HV51
- (651848) 2013 HT52
- (651849) 2013 HU56
- (651850) 2013 HR62
- (651851) 2013 HK66
- (651852) 2013 HL74
- (651853) 2013 HW81
- (651854) 2013 HF83
- (651855) 2013 HY83
- (651856) 2013 HD87
- (651857) 2013 HJ94
- (651858) 2013 HG99
- (651859) 2013 HL103
- (651860) 2013 HV132
- (651861) 2013 HP157
- (651862) 2013 HW157
- (651863) 2013 HL158
- (651864) 2013 HA162
- (651865) 2013 HR163
- (651866) 2013 HQ165
- (651867) 2013 JV5
- (651868) 2013 JL7
- (651869) 2013 JW10
- (651870) 2013 JK15
- (651871) 2013 JE23
- (651872) 2013 JE33
- (651873) 2013 JL37
- (651874) 2013 JD50
- (651875) 2013 JQ50
- (651876) 2013 JU59
- (651877) 2013 JC60
- (651878) 2013 JD76
- (651879) 2013 JK80
- (651880) 2013 JZ80
- (651881) 2013 KO
- (651882) 2013 KR4
- (651883) 2013 KZ11
- (651884) 2013 KZ16
- (651885) 2013 KO21
- (651886) 2013 LN4
- (651887) 2013 LQ17
- (651888) 2013 LY30
- (651889) 2013 LV42
- (651890) 2013 LE43
- (651891) 2013 MU3
- (651892) 2013 MP10
- (651893) 2013 MU11
- (651894) 2013 ME13
- (651895) 2013 MU13
- (651896) 2013 MD18
- (651897) 2013 MF18
- (651898) 2013 MH19
- (651899) 2013 ML20
- (651900) 2013 MO20
- (651901) 2013 NB5
- (651902) 2013 NE13
- (651903) 2013 NW15
- (651904) 2013 NF17
- (651905) 2013 NM17
- (651906) 2013 NW18
- (651907) 2013 NW19
- (651908) 2013 NT23
- (651909) 2013 NO24
- (651910) 2013 NB25
- (651911) 2013 NP25
- (651912) 2013 NT25
- (651913) 2013 NF27
- (651914) 2013 NJ27
- (651915) 2013 NR32
- (651916) 2013 NT32
- (651917) 2013 NF42
- (651918) 2013 NU47
- (651919) 2013 NL52
- (651920) 2013 NO57
- (651921) 2013 NL59
- (651922) 2013 NR67
- (651923) 2013 NE71
- (651924) 2013 ON6
- (651925) 2013 OM8
- (651926) 2013 OS8
- (651927) 2013 OJ12
- (651928) 2013 PE
- (651929) 2013 PJ4
- (651930) 2013 PV7
- (651931) 2013 PY11
- (651932) 2013 PS12
- (651933) 2013 PJ16
- (651934) 2013 PD20
- (651935) 2013 PK21
- (651936) 2013 PJ24
- (651937) 2013 PV27
- (651938) 2013 PS31
- (651939) 2013 PQ32
- (651940) 2013 PX35
- (651941) 2013 PH36
- (651942) 2013 PC37
- (651943) 2013 PL44
- (651944) 2013 PR45
- (651945) 2013 PX46
- (651946) 2013 PN50
- (651947) 2013 PS52
- (651948) 2013 PV54
- (651949) 2013 PT55
- (651950) 2013 PD63
- (651951) 2013 PY78
- (651952) 2013 PU81
- (651953) 2013 PD83
- (651954) 2013 PY98
- (651955) 2013 PQ100
- (651956) 2013 PX100
- (651957) 2013 PZ100
- (651958) 2013 PG106
- (651959) 2013 PY121
- (651960) 2013 PO123
- (651961) 2013 PK125
- (651962) 2013 QJ7
- (651963) 2013 QX18
- (651964) 2013 QL25
- (651965) 2013 QT27
- (651966) 2013 QU30
- (651967) 2013 QW30
- (651968) 2013 QG33
- (651969) 2013 QQ37
- (651970) 2013 QY37
- (651971) 2013 QB38
- (651972) 2013 QG40
- (651973) 2013 QS40
- (651974) 2013 QK44
- (651975) 2013 QJ45
- (651976) 2013 QY46
- (651977) 2013 QY50
- (651978) 2013 QR51
- (651979) 2013 QR58
- (651980) 2013 QY59
- (651981) 2013 QP61
- (651982) 2013 QD65
- (651983) 2013 QA71
- (651984) 2013 QS71
- (651985) 2013 QS72
- (651986) 2013 QO73
- (651987) 2013 QL78
- (651988) 2013 QN86
- (651989) 2013 QJ89
- (651990) 2013 QP91
- (651991) 2013 QQ91
- (651992) 2013 QH95
- (651993) 2013 QS95
- (651994) 2013 QM100
- (651995) 2013 QY100
- (651996) 2013 QV102
- (651997) 2013 RY2
- (651998) 2013 RE5
- (651999) 2013 RF8
- (652000) 2013 RG9